# متروبوليس (فلم 2001)
متروبوليس (باليابانية: メトロポリス) هو فيلم أنمي درامي سايبربانك ياباني، من إخراج رينتارو، وسيناريو كاتسوهيرو أوتومو، وانتاج ستديو مادهاوس بالتعاون مع شركة تيزوكا للإنتاج. الفيلم مقتبس من مانغا من تأليف أوسامو تيزوكا تحمل نفس الاسم صادرة عام 1949.

## الشخصيات
| الشخصية          | مؤدي الصوت      |
| ---------------- | --------------- |
| تيما             | يوكا إيموتو     |
| كينيتشي شيكيشيما | كي كوباياشي     |
| روك              | هيرواكي أوكادا  |
| دوق ريد          | تارو إيشيدا     |
| شينساكو بان      | كوسي توميتا     |
| بيرو             | نوريو واكاموتو  |
| دكتور لوتون      | جونبي تاكيغوتشي |
| دكتور بونكوتسو   | تاكيشي آونو     |
| الرئيس بون       | ماسارو إيكيدا   |
| نوتارلين         | شون ياشيرو      |
| كوساي سكونك      | توشيو فوروكاوا  |
| أسيتيلين لامب    | شيغيرو تشيبا    |
| هام ايغ          | ماساشي إبارا    |
| العمدة ليون      | تاكايا هاشي     |
| أطلس             | نوريهيرو إينوي  |
| فيفي             | ريكاكو أيكاوا   |
| إيمي             | مامي كوياما     |

## الاختلاف بين المانغا وفيلم الأنمي
تدور أحداث مانغا تيزوكا الأصلية حول ميتشي، وهي روبوت بهيئة إنسان قادرة على الطيران وتغيير جنسها، والتي يطاردها الدوق ريد وحزبه الأحمر عازمون على استخدامها لأغراض تدميرية. يعثر شونساكو بان وابن أخيه كينيتشي على ميتشي بعد مقتل مبتكرها، الدكتور تشارلز لوتون، ويحميانها أثناء بحثهما عن والديها. على عكس رغبة تيما في أن تكون إنسانة، فإن سبب هياج ميتشي المدمر في ذروة المانغا هو اكتشاف أنها إنسان آلي، ليس لها والدان.
يتضمن الفيلم المزيد من العناصر من فيلم فريتز لانغ ميتروبوليس. عند تأليف مانغا ميتروبوليس الأصلية، قال تيزوكا أن الإلهام الوحيد الذي حصل عليه من فيلم ميتروبوليس لفريتز لانغ كان صورة ثابتة من الفيلم حيث تولد روبوت أنثى. بالإضافة إلى اعتماد تصميمات المجموعة للفيلم الأصلي، فإن فيلم 2001 يركز بشكل أكبر على موضوع قوي وشامل للصراع الطبقي في مجتمع ديستوبي بلوتوقراطي ويوسعه لفحص علاقة الروبوتات بأسيادهم من البشر. (استكشف تيزوكا هذه العلاقة بتفصيل كبير مع سلسلته الشهيرة آسترو بوي). كما يزيل اقتباس الأنمي العديد من العناصر الأكثر خيالية من مانغا تيزوكا، مثل الإنسان الآلي الطائر الذي يغير جنسه. ويستبدل ميتشي بـ "تيما"، وهي أنثى بشكل دائم ولا يمكنها الطيران. في هذه النسخة، كينيتشي مساعد عمه ويُكوّن صداقة قوية جدًا مع تيما رغم أنهما لا يعرفان أنها روبوت. يبدو أن تيما وكينيتشي يهتمان ببعضهما البعض بعمق، كما يتضح عندما تشعر تيما بالقلق على كينيتشي عندما يكون فاقدًا للوعي. حتى أن كينيتشي يذهب إلى حد إزالة تيما من العرش في محاولة لإنقاذها ومنعها من أن تصبح سلاحًا للشر. علم كينيتشي تيما اللغة وأنها شخص فريد. كما اعتبرته عائلتها الوحيدة لأنه كان لطيفًا معها وحماها، ويبدو أنها أحبت كينيتشي كثيرًا. يمكن الافتراض أن كينيتشي وقع في حب تيما، كما يظهر في العديد من المشاهد عندما يحمر خجلاً عندما يراها تكتب اسمه حتى لا تنساه. لم يبدو أن كينيتشي يهتم بما إذا كانت تيما روبوتًا أم لا، مما يدل على أنه كان على استعداد لإنقاذها بسبب مدى اهتمامه بها. لم تتذكر تيما كينيتشي إلا عندما حاول إنقاذها بسبب كل ما علمها إياه. ومع ذلك، تنتهي علاقة تيما مع كينيتشي عندما تقبل تيما هويتها كروبوت بدلاً من كونها أنثى بشرية، مما أدى إلى ثورة الروبوتات.
يظهر أن الدوق ريد هو زعيم وأب قاسٍ وشرير على حد سواء، ويظهر مرارًا وتكرارًا أنه لا يهتم بروك أو حتى يعتبر روك ابنه على الرغم من تبنيه له، كما تنحرف شخصية روك عن المانغا. فهو يرى تيما فقط كسلاح لتدمير البشرية ويعتبر تيما وروك أدنى منه ومن أي شخص مخلص له. وبينما ماتت ابنته الحقيقية (التي تدعى أيضًا تيما)، فقد أعاد بناء ذاتها البشرية فقط لاستخدامها وليس لديه أي اعتبار أو عاطفة لما تحتاجه. كما أنه يتجاهل أسئلة تيما حول كونها بشرية أم لا، مما يدل على أنه لا يهتم بما إذا كانت تيما تشعر بالعواطف أم لا.
لم يكن روك موجود في المانغا الأصلية، ووفقًا لكاتب سيناريو الفيلم، فقد تمت إضافته لتكريم أسلوب سرد القصص الخيالية العلمية لـ تيزوكا، مع إضافة عمق لخلفية القصة والعالم من حولها. من المفترض أن يمثل روك الجانب المظلم للبشرية، والمشاعر السلبية المرتبطة بتلك الجوانب. كما أنه يردد صدى قصة تيما ويمكن اعتباره جانبًا آخر منها، حيث أن كلاهما طفلان مهملان تم هندستهما من قبل والدهما ليكونا أدوات حرب. ولكن في حالة روك، فقد تجاهله الدوق ريد. تتلاقى قصصهم في النهاية، وتكتمل الدائرة عندما يتسبب كلاهما بسقوط والدهما، مع انهيار إرثه حرفيًا على الأرض.
يجمع زقورة الفيلم بين برج بابل الجديد من فيلم لانغ الأصلي وكاتدرائية المانغا.

## الإنتاج
استلهم أوسامو تيزوكا الفكرة في الأصل من فيلم الخيال العلمي الصامت الألماني متروبوليس، والذي أخرجه فريتز لانغ عام 1927، رغم أنه لم يشاهده فعليًا. لا تشترك المانغا وفيلم لانغ في عناصر الحبكة. استعار فيلم عام 2001 من فيلم لانغ بشكل أكثر مباشرة، وأدرج عناصر حبكة منه.
خلال أيام موشي برودكشن، سأل هاياشي تيزوكا إذا كان يسمح له بصنع فيلم مبني على المانغا، لكنه رفض الفكرة على الفور.
استغرق إنتاج الفيلم خمس سنوات. بلغت ميزانية إنتاجه 1.5 مليار ين ياباني، أي ما يعادل حوالي 9 ملايين دولار آنذاك. هذا جعله أغلى فيلم أنمي في وقته، متجاوزًا فيلم أكيرا عام 1988 للمخرج أوتومو. عام 2004 تجاوز فيلم ستيم بوي للمخرج أوتومو رقمه القياسي في الميزانية لاحقًا.

## الاستقبال
حصل الفيلم على تقييمات إيجابية بناءً على 67 مراجعة من موقع روتن توميتوز، حصل الفيلم على نسبة موافقة إجمالية بلغت 87%، بمتوسط تقييم 7,30/10. وينص إجماع النقاد على الموقع على أن "الفيلم إنجاز فني رائع، فصوره المبهرة تُعوّض قصته المملة نسبيًا". أما موقع ميتاكريتيك، فقد منح الفيلم متوسط تقييم مرجح قدره 75 من 100، بناءً على 16 ناقدًا.
أعطى الناقد السينمائي روجر إيبرت، الكاتب في صحيفة شيكاغو سن-تايمز، الفيلم أربعة من أربعة، واصفًا إياه بأنه "أحد أفضل أفلام الرسوم المتحركة التي شاهدتها على الإطلاق".

## روابط خارجية
- مقالات تستعمل روابط فنية بلا صلة مع ويكي بيانات